# Frank Schlösser
Frank Schlösser (* 1. Oktober 1962 in Duisburg) ist ein Generalmajor des Heeres der Bundeswehr und Kommandeur Einsatzkräfte und Militärisches Nachrichtenwesen im Kommando Cyber- und Informationsraum.

## Militärische Laufbahn

### Ausbildung und erste Verwendungen
Schlösser trat 1982 als Wehrpflichtiger beim Fernmeldebataillon 7 in Lippstadt in die Bundeswehr ein. Von 1983 bis 1985 absolvierte er die Ausbildung zum Offizier der Fernmeldetruppe. Es folgten von 1986 bis 1991 Verwendungen als Zugführer, Stabsabteilungsleiter und Kompaniechef beim Fernmeldebataillon 620 in Flensburg. Hiernach wurde er nach Feldafing an die Fernmeldeschule des Heeres versetzt, wo er von 1992 bis 1995 als Hörsaalleiter im Offizieranwärterlehrgang eingesetzt wurde. Im Anschluss absolvierte Schlösser von 1996 bis 1998 den 39. Generalstabslehrgang des Heeres an der Führungsakademie der Bundeswehr in Hamburg.

### Dienst als Stabsoffizier
Nach Abschluss des Generalstabslehrgangs wurde Schlösser von 1998 bis 2000 als Stabsoffizier G3 im Fachbereich Führungslehre an der Führungsakademie der Bundeswehr weiterverwendet. Es schloss sich von 2000 bis 2001 eine Stabsoffiziersverwendung als Stabsoffizier G3 bei der Panzerbrigade 36 in Veitshöchheim an. Von 2001 bis 2003 führte Schlösser das Fernmeldebataillon 210 in Ulm als Bataillonskommandeur. Es folgte von 2003 bis 2005 eine ministerielle Verwendung als Referent Fü S III 6 (Militärpolitische Grundlagen für Einsätze und Übungen) im Führungsstab der Streitkräfte in Berlin. Von 2003 bis 2005 wurde Schlösser weiter als Referent in den Büros der Staatssekretäre Peter Eickenboom und Rüdiger Wolf eingesetzt. Von 2008 bis 2011 folgte eine Stabsverwendung als Abteilungsleiter G6 bei der Division Schnelle Operationen zuerst in Regensburg, später am Standort Stadtallendorf. Von 2011 bis 2012 nahm Schlösser am Senior Course am NATO Defense College in Rom und 2012 am Kernseminar der Bundesakademie für Sicherheitspolitik in Berlin teil. Von 2012 bis 2013 folgte eine neuerliche Truppenverwendung als Kommandeur des Führungsunterstützungsregiments 38 in Storkow (Mark). Es schloss sich 2013 bis 2014 eine weitere ministerielle Verwendung als Büroleiter beim Abteilungsleiter Politik im Bundesministerium der Verteidigung in Berlin, Ministerialdirektor Ulrich Schlie, an.

### Dienst als General
Zum 1. Februar 2017 wurde Schlösser, als Nachfolger von Brigadegeneral Dietmar Mosmann, Kommandeur der Schule Informationstechnik der Bundeswehr. Auf diesem Dienstposten erhielt er im Juni 2018 auch die Beförderung zum Brigadegeneral. Den Dienstposten als Kommandeur der Schule Informationstechnik der Bundeswehr übergab er am 23. Januar 2020 an Rainer Simon. Schlösser übernahm von Brigadegeneral Markus Kurzcyk  ab Februar 2020 den Dienstposten J7 Branchhead Force Development im Hauptquartier der Resolute Support Mission der NATO in Kabul (Afghanistan). Der Dienstposten wurde im Rahmen der Übergabe zum DCOS Transition umgegliedert. Im Dezember 2020 übergab er diesen Dienstposten an Brigadegeneral Gunnar Brügner und wurde zur Einsatznachbereitung und -auswertung an das Einsatzführungskommando der Bundeswehr versetzt.
Im März 2021 übernahm er den Dienstposten als Kommandeur der NATO Communication and Information System Group sowie der Deputy Chief of Staff CIS and Cyber Defence bei SHAPE in Mons, Belgien. Damit verbunden war die Beförderung zum Generalmajor. Im April 2024 übergab er diesen Dienstposten an Generalmajor Jürgen Brötz. Im Juni 2024 wurde er zum Kommandeur Einsatzkräfte und Militärisches Nachrichtenwesen im Kommando Cyber- und Informationsraum ernannt.

### Auslandseinsätze
- 2001 Military Assistant Chief of Staff SFOR
- 2011 Chef de Cabinet des Force Commander KFOR
- 02-12/2020 Deputy Chief of Staff Transition Resolute Support Mission, Kabul (Afghanistan)